# Acton Trussell and Bednall
Acton Trussell and Bednall är en parish i Storbritannien. Den ligger i grevskapet Staffordshire och riksdelen England, i den södra delen av landet. Antalet invånare är 1 105. I regionen förekommer främst jordbruksmark.